# Ernesto Cardenal
Ernesto Cardenal Martínez (20 tháng 1 năm 1925 - 1 tháng 3 năm 2020) là một linh mục Công giáo, nhà thơ và chính trị gia người Nicaragua. Ông là Đan sĩ thuộc Dòng Xitô nhặt phép, là một nhà thần học và là người sáng lập cộng đồng nghệ thuật nguyên thủy ở Quần đảo Solentiname. Ông từng là bộ trưởng văn hóa của Nicaragua từ năm 1979 đến năm 1987. Ông đã bị Giáo hoàng Gioan Phaolô II phạt vạ huyền chức linh mục vào năm 1984, nhưng được Giáo hoàng Phanxicô tháo vạ này vào năm 2019.

## Cuộc đời
Ernesto Cardenal sinh ra trong một gia đình thượng lưu ở Granada, Nicaragua. Ông học tại Colegio Centro America ở Nicaragua. Cardenal học văn học ở Managua, từ 1942 đến 1946 tại México, và từ 1947 đến 1949 tại thành phố New York. Năm 1949 đến 1950, ông sống tại Ý, Tây Ban Nha và Thụy Sĩ.
Tháng 7 năm 1950, ông trở lại Nicaragua và tham gia cuộc đảo chính Cách mạng Tháng Tư năm 1954 tại Nicaragua để chống lại chế độ của Anastasio Somoza García. Cuộc đảo chính sau đó thất bại và kết thúc với cái chết của nhiều cộng sự của ông. Năm 1957, Ernesto Cardenal vào dự tu tại Tu viện Trappist của Gethsemani (Kentucky, Hoa Kỳ). Năm 1959, ông quay về học thần học ở Cuernavaca, México.

### Linh mục
Ernesto Cardenal được thụ phong linh mục vào năm năm 1965 tại Granada.  Ông đến được gửi đến Quần đảo Solentiname, tại đây ông đã thành lập một cộng đồng Cơ đốc giáo mang tên Cộng đồng Solentiname với các tu sĩ và giáo dân chủ yếu là nông dân. Tại đây ông đã viết cuốn sách nổi tiếng El Evangelio en Solentiname. Cardenal hợp tác chặt chẽ với phe cánh tả Mặt trận giải phóng dân tộc Sandino (FSLN) trong các hoạt động nhằm lật đổ chế độ của Anastasio Somoza Debayle.

### Tham gia Cách mạng Nicaragua

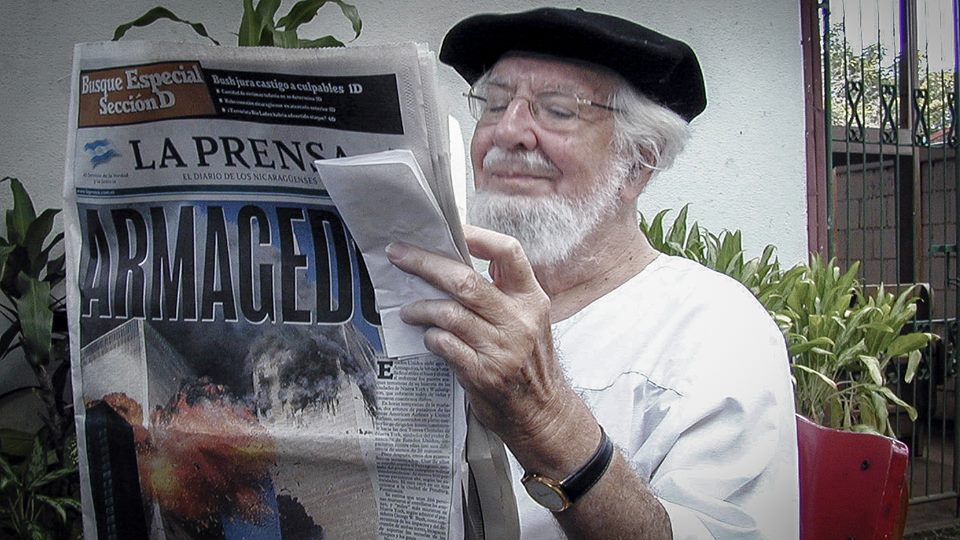
Ernesto Cardenal tại Managua năm 2001

Ernesto Cardenal và nhiều thành viên của cộng đồng Solentiname đã tham gia cuộc cách mạng thông qua việc tổ chức chiến tranh du kích. Năm 1977, vệ binh Quốc gia của Somoza tấn công vào Solentiname đồng thời phá huỷ toàn bộ cộng đồng ở đấy. Cardenal đã trốn thoát và đến Costa Rica.
Ngày 19 tháng 7 năm 1979, ngay sau khi Managua được giải phóng, Ernesto Cardenal được chính phủ Sandinista mới thành lập bổ nhiệm làm Bộ trưởng Bộ Văn hóa. Ông đã vận động cho một "cuộc cách mạng không báo thù". Anh trai của ông là Fernando Cardenal, cũng là một linh mục Công giáo thuộc Dòng Tên, được bổ nhiệm làm Bộ trưởng Bộ Giáo dục.

### Bị huyền chức linh mục
Năm 1983, khi Giáo hoàng Giáo hoàng Gioan Phaolô II đến thăm Nicaragua vào năm 1983, Giáo hoàng đã nhắc nhở Ernesto Cardenal khi ông đang quỳ gối trước Giáo hoàng ngay trên đường băng sân bay Managua: "Usted tiene que arreglar sus asuntos con la Iglesia" (tạm dịch: Ông phải hoàn thành các công việc của mình với giáo hội). Ngày 4 tháng 2 năm 1984, Giáo hoàng Gioan Phaolô II đã phạt huyền chức linh mục đối với Ernesto Cardenal vì ông đã vi phạm giáo luật Công giáo về việc tham gia chính trị, (theo điều 285 khoản 3: "Cấm các giáo sĩ đảm nhận những chức vụ công quyền bao hàm sự tham gia vào việc hành sử quyền bính dân sự"). Linh mục Fernando Cardenal, em trai của Ernesto Cardenal sau đó cũng bị Giáo hoàng Gioan Phaolô II phạt vạ huyền chức linh mục với cùng lý do tương tự vào năm 1985. Án phạt của Ernesto Cardenal có hiệu lực kéo dài suốt 35 năm cho đến khi ông được Giáo hoàng Phanxicô tháo gỡ vào năm 2019. Cardenal vẫn giữ chức Bộ trưởng Bộ Văn hóa cho đến năm 1987, khi bộ của ông bị đóng cửa vì lý do kinh tế.

### Qua đời
Ngày 1 tháng 3 năm 2020, Cardenal qua đời do biến chứng của các vấn đề liên quan đến tim và thận. Tang lễ của ông được tổ chức tại Nhà thờ Managua vào ngày 3 tháng 3 năm 2020, thánh lễ đã bị gián đoạn bởi ít nhất 100 người biểu tình ủng hộ Ortega, người biểu tình đã hét lên "viva Daniel" và "kẻ phản bội" trước quan tài phủ cờ Nicaragua của ông. Để tránh bị quấy rối thêm, việc chôn cất Cardenal được tổ chức bí mật. Theo di chúc của ông, hài cốt của Cardenal được hỏa táng và sau đó chôn cất tại cộng đồng mà ông thành lập trên Quần đảo Solentiname.

## Tác phẩm

### Sách xuất bản
- The Psalms of Struggle and Liberation, Herder and Herder, 1971.
- Homage to the American Indians, Johns Hopkins University Press (Baltimore, MD), 1973.
- Apocalypse and Other Poems, (Editor and author of introduction, Robert Pring-Mill), New Directions (New York, NY), 1974.
- In Cuba, New Directions (New York, NY), 1974.
- Zero Hour and Other Documentary Poems, (Editor, Donald Walsh), New Directions (New York, NY), 1980.
- With Walker in Nicaragua and Other Early Poems: 1949-1954, (Translator, Jonathan Cohen), Wesleyan (Middleton, CT), 1984.
- Golden UFOs: The Indian Poems: Los ovnis de oro: Poemas indios, Indiana University Press (Bloomington, IN), 1992.
- The Doubtful Strait/El estrecho dudoso, Indiana University Press (Bloomington, IN), 1995.
- Flights of Victory/Vuelos de victoria, Curbstone Books (Willmantic, CT), 1995.
- Cosmic Canticle, Curbstone Books (Willmantic, CT), 2002.
- Love: A Glimpse of Eternity, (Translator, Dinah Livingston), Paraclete Press (MA), 2006.
- Pluriverse: New and Selected Poems, (Editor, Jonathan Cohen), New Directions, 2009.
- The Gospel in Solentiname, Orbis Books (Maryknoll, NY), 2010.
- The Origin of Species and Other Poems, (Translator, John Lyons), Texas Tech University Press (Lubbock, TX), 2011.[15]

### Thơ
- Gethsemani Ky
- Hora 0 ("Zero Hour")
- Epigramas ("Epigrams")
- Oración Por Marilyn Monroe ("Prayer for Marilyn Monroe")
- El estrecho dudoso ("The Doubtful Strait")
- Los ovnis de oro ("Golden UFOs")
- Homenaje a los indios americanos ("Homage to the American Indian")
- Salmos ("Psalms")
- Oráculo sobre Managua ("Oracle on Managua")
- Con Walker en Nicaragua ("With Walker in Nicaragua and Other Early Poems")
- Cántico Cósmico ("Cosmic Canticle")
- El telescopio en la noche oscura ("Telescope in the Dark Night")
- Vuelos de la Victoria ("Flights of Victory)
- Pluriverse: New and Selected Poems
- El Origen de las Especies y otros poemas ("The Origin of the Species")
- Un Museo en Kampuchea ("A Museum in Kampuchea")